# 석봉초등학교
석봉초등학교(石峰初等學校)는 대한민국 경상남도 김해시에 있는 공립 초등학교이며, 김해교육지원청 영재교육원을 진행한다.

## 연혁
- 2004년 3월 1일 : 개교